# Eduardo Lloveras
Eduardo Lloveras, né en 1990, est un acteur espagnol.

## Biographie
Né à Barcelone, il joue notamment dans plusieurs séries télévisées, notamment Smiley, de Guillem Clua en 2022, ainsi que Si j'avais su, la même année, deux programmes diffusés au niveau international par Netflix.

## Filmographie

### Télévision

#### Séries télévisées
- 2021: The One: Sebastian Rodriguez (VF : Benjamin Penamaria) :
- 2022 : Smiley : Albert Costa (VF : Alexandre Gillet)
- 2022 : Si j'avais su (Si lo hubiera sabido) : Deme